# Municipio de Antrim (Minnesota)
El municipio de Antrim (en inglés: Antrim Township) es un municipio ubicado en el condado de Watonwan en el estado estadounidense de Minnesota. En el año 2010 tenía una población de 240 habitantes y una densidad poblacional de 2,59 personas por km².

## Geografía
El municipio de Antrim se encuentra ubicado en las coordenadas 43°53′3″N 94°25′9″O / 43.88417, -94.41917. Según la Oficina del Censo de los Estados Unidos, el municipio tiene una superficie total de 92.52 km², de la cual 92,46 km² corresponden a tierra firme y (0,07 %) 0,06 km² es agua.

## Demografía
Según el censo de 2010, había 240 personas residiendo en el municipio de Antrim. La densidad de población era de 2,59 hab./km². De los 240 habitantes, el municipio de Antrim estaba compuesto por el 98,75 % blancos, el 0,42 % eran asiáticos, el 0,42 % eran de otras razas y el 0,42 % eran de una mezcla de razas. Del total de la población el 1,67 % eran hispanos o latinos de cualquier raza.